# پیوستار محاسباتی
پیوستار محاسباتی (به انگلیسی: Continuum Computing) به ترکیبی یکپارچه از رایانش ابری، رایانش مه و رایانش لبه اشاره دارد که برای پردازش و مدیریت داده‌ها مورد استفاده قرار می‌گیرد. این مفهوم امکان توزیع و انتقال پردازش‌های مختلف را از منابع ابری با کارایی بالا به دستگاه‌های نزدیک به کاربر، مانند حسگرها و دستگاه‌های اینترنت اشیاء، فراهم می‌کند. هدف اصلی پیوستار محاسباتی، ایجاد انعطاف‌پذیری بیشتر در مدیریت منابع و بهینه‌سازی عملکرد شبکه است، به‌طوری که پردازش‌ها بسته به نیاز، در سطح مناسبی از این پیوستار انجام شوند.
پیوستار محاسباتی مراکز داده ابری با کارایی بالا را به دستگاه‌های کم‌مصرف و با تأخیر پایین که در نزدیکی منابع داده و در لبه شبکه قرار دارند، گسترش می‌دهد. با این حال، ناهمگونی این پیوستار چالش‌های متعددی در مدیریت برنامه‌ها ایجاد می‌کند. این چالش‌ها شامل تعیین مکان مناسب برای انتقال برنامه از ابر به لبه، به‌منظور تأمین نیازهای محاسباتی و ارتباطی است.
این فناوری امکان ایجاد نسل جدیدی از خدمات را فراهم می‌کند که در زیرساخت‌های توزیع‌شده مانند خودروهای خودران، شهرهای هوشمند، و سامانه‌های تحویل محتوا گسترش می‌یابند. این خدمات معمولاً طیف متنوعی از نیازها را دارند که تأمین آن‌ها تنها با مراکز داده ابری دوردست دشوار است. به‌عنوان مثال، ممکن است این خدمات به اتصالات با تأخیر پایین برای تصمیم‌گیری سریع در نزدیکی منابع داده و همچنین منابع محاسباتی گسترده برای تحلیل داده‌های پیچیده نیاز داشته باشند. پیوستار محاسباتی با ارائه منابع متنوع و ناهمگون محاسباتی و ارتباطی، ظرفیت لازم برای برآورده کردن این نیازها را داراست.

## معماری پیوستار محاسباتی
معماری پیوستار محاسباتی بر مبنای تعامل و هماهنگی میان رایانش ابری، رایانش مه و رایانش لبه طراحی شده است. این معماری به‌گونه‌ای است که هر لایه نقش خاصی در پردازش و مدیریت داده‌ها ایفا می‌کند، و به صورت سلسله‌مراتبی و توزیع‌شده عمل می‌کند.

#### 1. رایانش ابری (Cloud Computing)
این لایه در بالاترین سطح پیوستار قرار دارد و وظیفه پردازش‌های سنگین، ذخیره‌سازی کلان داده و ارائه خدمات در مقیاس بزرگ را بر عهده دارد. رایانش ابری به‌عنوان ستون فقرات پیوستار محاسباتی، بخش مرکزی و قدرتمند این معماری محسوب می‌شود. این لایه مجموعه‌ای از سرورها و منابع محاسباتی عظیم است که معمولاً در مراکز داده قرار دارند و از طریق اینترنت در دسترس هستند.
رایانش ابری وظیفه پردازش‌های طولانی‌مدت و داده‌محور را بر عهده دارد. به دلیل فاصله جغرافیایی زیاد با کاربران، این لایه برای پردازش‌هایی مناسب است که نیازی به پاسخ در زمان واقعی ندارند.

#### 2. رایانش مه (Fog Computing)
این لایه به‌عنوان یک واسطه میان ابر و لبه عمل می‌کند. رایانش مه وظیفه توزیع و پردازش داده‌ها را در نزدیکی منبع داده و کاهش بار روی مراکز داده ابری بر عهده دارد. رایانش مه واسطه‌ای میان ابر و لبه است و به پردازش‌های داده‌ای که نیاز به تأخیر کمتر و نزدیکی به منابع داده دارند، کمک می‌کند. برخلاف رایانش ابری که به مراکز داده دور متکی است، رایانش مه از گره‌های محلی توزیع‌شده‌ای استفاده می‌کند که در نزدیکی کاربران قرار دارند.
این لایه به کاهش بار شبکه کمک کرده و داده‌ها را قبل از ارسال به ابر پردازش می‌کند

#### 3. رایانش لبه (Edge Computing)
رایانش لبه در پایین‌ترین سطح پیوستار قرار دارد و نزدیک‌ترین نقطه به منبع داده است. این لایه وظیفه پردازش فوری و محلی داده‌ها را بر عهده دارد و بیشترین نزدیکی را به منبع داده دارد. این لایه مخصوص پردازش‌هایی است که نیاز به تأخیر بسیار پایین و تصمیم‌گیری سریع دارند. به دلیل نزدیکی به منبع داده، پردازش سریع و بدون نیاز به ارسال داده‌ها به ابر یا مه انجام می‌شود.

### تعامل میان لایه‌ها
معماری پیوستار محاسباتی از تعامل پویا و هماهنگ میان این سه لایه بهره می‌برد:
- داده‌هایی که نیاز به پردازش سریع دارند، در لبه مدیریت می‌شوند.
- داده‌های میان‌مدت یا پردازش‌های کمتر فوری به لایه مه منتقل می‌شوند.
- داده‌های بلندمدت و تحلیل‌های عمیق‌تر به ابر ارسال می‌شوند.

تعامل میان این سه لایه در معماری پیوستار محاسباتی به‌گونه‌ای طراحی شده است که هر لایه به‌طور مکمل، نیازهای خاصی را برآورده کند. این تعامل شامل موارد زیر است:
پردازش توزیع‌شده: داده‌هایی که نیاز به پردازش سریع دارند در لبه پردازش می‌شوند، در حالی که پردازش‌های میان‌مدت به مه منتقل می‌شوند و پردازش‌های سنگین در ابر انجام می‌گیرد. 
انتقال پویا: برخی وظایف پردازشی ممکن است بر اساس تغییر شرایط شبکه یا منابع، از لبه به مه یا از مه به ابر منتقل شوند.
مدیریت داده‌ها: داده‌ها بر اساس اهمیت و نیاز به تأخیر پایین در لایه مناسب ذخیره و مدیریت می‌شوند.

## چالش ها

### ناهمگونی دستگاه‌ها و منابع
دستگاه‌های متصل به پیوستار محاسباتی شامل طیفی گسترده از سخت‌افزارها می‌شوند؛ از دستگاه‌های ساده مانند رزبری پای گرفته تا سرورهای قدرتمند. این تنوع نیازمند سازگاری نرم‌افزارها و زیرساخت‌ها با پلتفرم‌های مختلف است که پیاده‌سازی آن پیچیدگی‌های زیادی به همراه دارد.

### تخصیص بهینه منابع
انتخاب لایه مناسب برای اجرای هر پردازش (ابر، مه یا لبه) به منظور بهینه‌سازی عملکرد، کاهش هزینه‌ها و تضمین تأخیر پایین، چالشی اساسی است. این تخصیص به عوامل مختلفی مانند وضعیت شبکه، حجم داده‌ها، و الزامات زمانی وابسته است.

### امنیت و حریم خصوصی داده‌ها
پردازش داده‌ها در لایه‌های مختلف و توزیع‌شده، خطراتی از جمله دسترسی غیرمجاز، حملات سایبری، و نقض حریم خصوصی را به همراه دارد. مدیریت این چالش نیازمند استفاده از پروتکل‌های امنیتی قوی و رمزگذاری داده‌ها در سراسر پیوستار است.

### مقیاس‌پذیری و پایداری
افزایش تعداد دستگاه‌های متصل و بار کاری متغیر، می‌تواند بر پایداری سیستم تأثیر بگذارد. طراحی معماری‌هایی که توانایی مقیاس‌پذیری افقی و مدیریت بار را داشته باشند، بسیار حائز اهمیت است.

### هماهنگی و تعامل بین لایه‌ها
هماهنگی مناسب میان لایه‌های ابر، مه و لبه برای انتقال پویا و موثر داده‌ها و پردازش‌ها ضروری است. تأخیر در تعامل بین لایه‌ها یا انتقال نادرست وظایف می‌تواند به کاهش عملکرد کلی منجر شود.